# Ticha Penicheirová
Patrícia Nunes "Ticha" Penicheirová (* 18. září 1974 Figueira da Foz) je bývalá portugalská basketbalistka. Hrála americkou WNBA za Sacramento Monarchs (1998–2009), Los Angeles Sparks (2010–2011) a Chicago Sky (2012). V roce 2005 se Sacramentem tuto soutěž vyhrála. Čtyřikrát byla vybrána do utkání hvězd (1999, 2000, 2001, 2002) a sedmkrát se stala nejlepší nahrávačkou ligy (1998–2003, 2010).  V roce 2011 pak byla jmenována mezi patnáct nejlepších hráček WNBA všech dob, jako jedna ze dvou Neameričanek. Se Spartakem Moskva v roce 2007 vyhrála Euroligu, rok předtím EuroCup. V roce 2011 hrála i českou ligu za USK Praha, s nímž si také připsala titul.